# Тогунас
Тогунас — деревня в Русско-Полянском районе Омской области России. Входит в состав Хлебодаровского сельского поселения. Население 184 чел. (2010) .

## История
В соответствии с Законом Омской области от 30 июля 2004 года № 548-ОЗ «О границах и статусе муниципальных образований Омской области» деревня вошла в состав образованного муниципального образования «Хлебодаровское сельское поселение».

## География
Деревня находится в юго-восточной части Омской области, в степной зоне, в пределах Ишимской равнины, вблизи государственной границы с Казахстаном,
Абсолютная высота — 135 м над уровнем моря.

## Население
| 2010 |
| ---- |
| 184  |

Гендерный состав
По данным Всероссийской переписи населения 2010 года в гендерной структуре населения из 184 человек мужчин — 98, женщин — 86	(53,3 и 46,7 % соответственно)
Национальный состав
Согласно результатам переписи 2002 года, в национальной структуре населения казахи составляли 98 % от общей численности населения в 238 чел..

## Транспорт
Стоит на автодороге 52 ОП МЗ Н-418 «Омск — Русская Поляна — Калинино — Хлебодаровка». Просёлочные дороги.